# 검은 월요일
검은 월요일 또는 블랙 먼데이(영어: Black Monday)는 어떤 사건이 일어난 월요일을 의미하는 경우가 많으며, 그런 날은 다음과 같은 날이 있다.
- 검은 월요일 (1987년) - 다우 지수가 역대 최대 %인 22.61% 하락
- 검은 월요일 (2011년) - 미국의 신용 등급 하락으로 다우 지수 5.55% 하락
- 2015년 중국 주가 대폭락 - 중국 버블 붕괴로 8.49% 하락
- 검은 월요일 (2020년) - 2020년 코로나바이러스감염증-19의 영향으로 다우지수 3월 9일 월요일 7.79%, 3월 16일 월요일 12.9% 하락

## 같이 보기
- 검은 목요일
- 블랙 프라이데이 (동음이의)

| Disambiguation icon | 이 문서는 명칭이 같고 같은 종류에 속하는 여러 대상을 연결하는 색인 문서입니다. |